# USS Emmons (DD-457)
Эскадренный миноносец «Эммонс» (англ. USS Emmons (DD-457)) — американский эсминец типа Gleaves.
Заложен на верфи Bath Iron Works, 14 ноября 1940 года. Спущен 23 августа 1941 года, вступил в строй 5 декабря 1941 года.
15 ноября 1944 года переклассифицирован в быстроходный тральщик DMS-22. С 4 мая 1945 года снова эсминец DD-454.
6 апреля 1945 года тяжело поврежден японским камикадзе близ острова Окинава, оставлен экипажем и 7 апреля 1945 года потоплен артиллерийским огнём американского быстроходного тральщика DMS-19 «Ellyson».